# François Auguste Bruckner
Pour les articles homonymes, voir Bruckner.
François Auguste Bruckner est un homme politique français né le 8 février 1814 à Strasbourg (Bas-Rhin) et décédé le 28 septembre 1900 à Nancy.
Élève de l'école Polytechnique, il en sort officier d'artillerie. Il est député du Bas-Rhin de 1848 à 1851, siégeant à gauche. Au moment du coup d’État du 2 décembre 1851, il prend les armes et va sur les barricades. Il s'exile en Belgique, où il enseigne les mathématiques à Liège, puis devient directeur du chemin de fer de Bâle. Il réside à Lausanne de 1857 à 1876. 

## Sources
- « François Auguste Bruckner », dans Adolphe Robert et Gaston Cougny, Dictionnaire des parlementaires français, Edgar Bourloton, 1889-1891 [détail de l’édition]